# Хасси, Генри, 1-й барон Хасси
Генри Хасси (англ. Henry Hussey; 1265—1332) — английский военный и политический деятель, 1-й барон Хасси с 1295 года. Нёс военную службу в Гаскони и Шотландии.

## Биография
Первое упоминание о Генри Хасси относится к 16 июля 1294 года, когда король Эдуард I призвал его на военную службу для подавления восстания в Гаскони. В 1296 году Хасси участвовал в охране побережья в качестве рыцаря от Чичестера, в 1297, 1299 и 1301 годах сражался в Шотландии. В 1315 году ему было приказано оставаться на севере во время зимней кампании. В 1320 году Хасси был назначен верховным шерифом Суррея и Сассекса. 9 мая 1324 года его вызвали в качестве рыцаря Глостершира и Сассекса на Большой совет в Вестминстере. 21 декабря 1324 года Хасси был призван на военную службу в Гаскони. Он продолжал военную службу и в царствование Эдуарда II.
24 июня 1295 года Генри Хасси был впервые вызван королём в парламент как лорд. С этого момента отсчитывается история баронии Хасси.
Приблизительно в 1290 году Хасси женился на Изабелле (о её происхождении ничего не известно). Жена родила ему сына, тоже Генри, ставшего 2-м бароном Хасси.